# Hugo Stinnes Schiffahrt GmbH

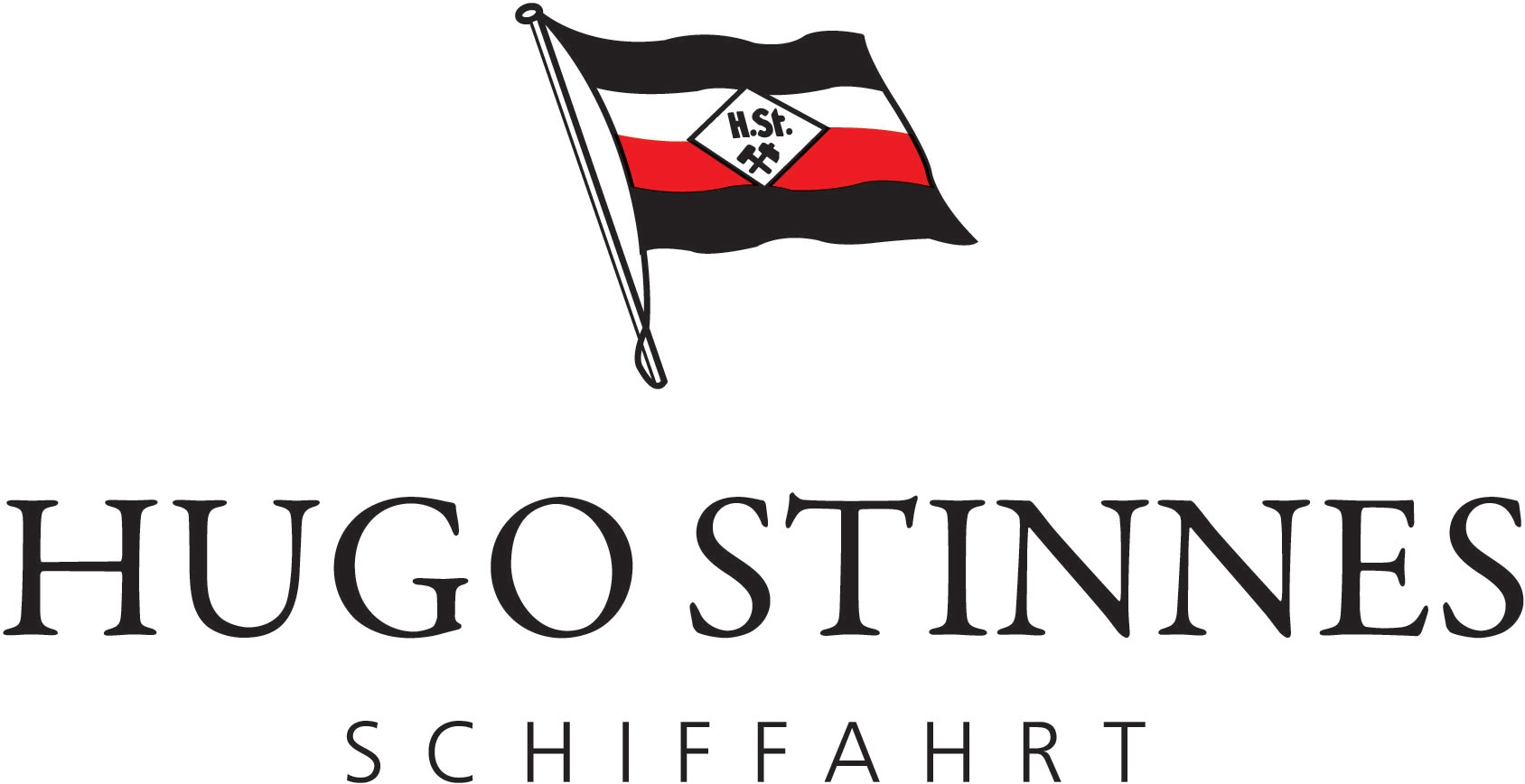
Logo de la compagnie Hugo Stinnes Schiffahrt GmbH.

Hugo Stinnes Schiffahrt GmbH est une compagnie maritime qui faisait partie de l’ancien Groupe Hugo Stinnes GmbH.

## Histoire
En 1808 Mathias Stinnes fonde une compagnie maritime de transport et de commerce de charbon. Ses activités se limitaient principalement au Rhin et à la Ruhr. En 1907, Hugo Stinnes, petit fils de Mathias Stinnes, fonde la société Hugo Stinnes GmbH pour le commerce côtier de charbon, le transbordement maritime et l’armement. 
La « Société Anonyme (AG) pour la Navigation Maritime et le Commerce Outre-Mer » que Hugo Stinnes crée à Hambourg en 1917 regroupe ces deux compagnies, et est désormais le centre de toutes ses activités maritimes et de commerce outre-mer. Aussi, il tente d’élargir son influence en acquérant des parts dans d’autres sociétés maritimes. Cette tentative ayant échoué, il entre en directe concurrence avec les sociétés maritimes hambourgeoises de l’époque : HAPAG, Norddeutscher Lloyd et Hamburg Süd. 
En 1921, Stinnes s’associe au groupe H. Schuldt en acquérant des parts de la société maritime Ozean-Linie, fondée en 1908, qui entretenait un service régulier entre l’Europe, Cuba et le Mexique. Jusqu’à la mort d’Hugo Stinnes en 1924, plus de trente bateaux sous pavillon Stinnes et en coopération avec de petites sociétés maritimes assurent des lignes régulières vers l’Amérique Centrale et l’Amérique du Sud ainsi que vers l’Asie de l’Est.
En 1926, fondation de la « Hugo Stinnes Corporation » dans le but de se procurer du capital américain. La majeure partie du patrimoine de la famille Stinnes est engagée dans cette entreprise. En 1942, les États-Unis confisquent les parts de la famille Stinnes de la « Hugo Stinnes Corporation », les considérant comme patrimoine ennemi. Hugo Stinnes Corporation est vendue aux enchères et poursuit ses activités à New York sous le nom de « Hugo Stinnes Industries Inc. ». 
Exclue de la gestion de « Hugo Stinnes Industries Inc. » à cause de conditions américaines, la famille Stinnes fonde plusieurs sociétés indépendantes en Allemagne en 1948. Puis, en 1950, Claire Stinnes, veuve du fondateur Hugo Stinnes, et ses deux fils Hugo et Otto créent une nouvelle société : « Hugo Stinnes Brennstoff-Eisen-und Schiffahrtsgesellschaft », succursale Duisburg-Ruhrort. Peu après, Otto Stinnes s’établit à Hambourg avec la société « Hugo Stinnes », succursale Hamburg, où il assure l’armement de la flotte Stinnes. 
La société « KG Monsun, Hambourg », - une filiale à cent pour cent de « Hugo Stinnes », fondée en 1963 -  et la « Deutsche Seereederei Rostock GmbH » fondent en 1992 la compagnie maritime « DSR/Stinnes West Indies Services GmbH », domiciliée à Hambourg. Cette société est renommée « H. Stinnes Linien GmbH » en 1998.
En 2002, la « Deutsche Seereederei Rostock GmbH » rachète les parts de la famille Stinnes et transfère le domicile de « H. Stinnes Linien » de Hambourg à Rostock. En 2008, les activités de « Hugo Stinnes Linien GmbH » sont finalement vendues à une société fondée par Jens Kroczek, la « Stinnes Holding GmbH », qui continue à ce jour les activités maritimes sous le nom de « Hugo Stinnes Schiffahrt GmbH ». 
Bien que l’entreprise ne se trouve plus en possession de la famille Stinnes depuis plus d’une décennie, « Hugo Stinnes Schiffahrt GmbH » est de nos jours la seule société qui porte encore le nom d’Hugo Stinnes et qui continue à opérer dans l’un des trois secteurs d’activité initiales (extraction de charbon, industrie sidérurgique, commerce maritime). Outre un service de conteneurs vers/de l’Afrique de Sud, Hugo Stinnes Schiffahrt GmbH s’est spécialisée dans le transport outre-mer de marchandises en vrac, cargaisons de poids-lourds et de projets entre l’Europe du Nord, les Caraïbes et le Mexique continuant ainsi la tradition de l’ « Ozean-Linie » de 1921.